# Golzheimer Heide
Golzheimer Heide ist eine Flurbezeichnung für eine ehemalige Heide, die sich im Düsseldorfer Norden auf einer Sandbank am Rhein entwickelte.

## Lage

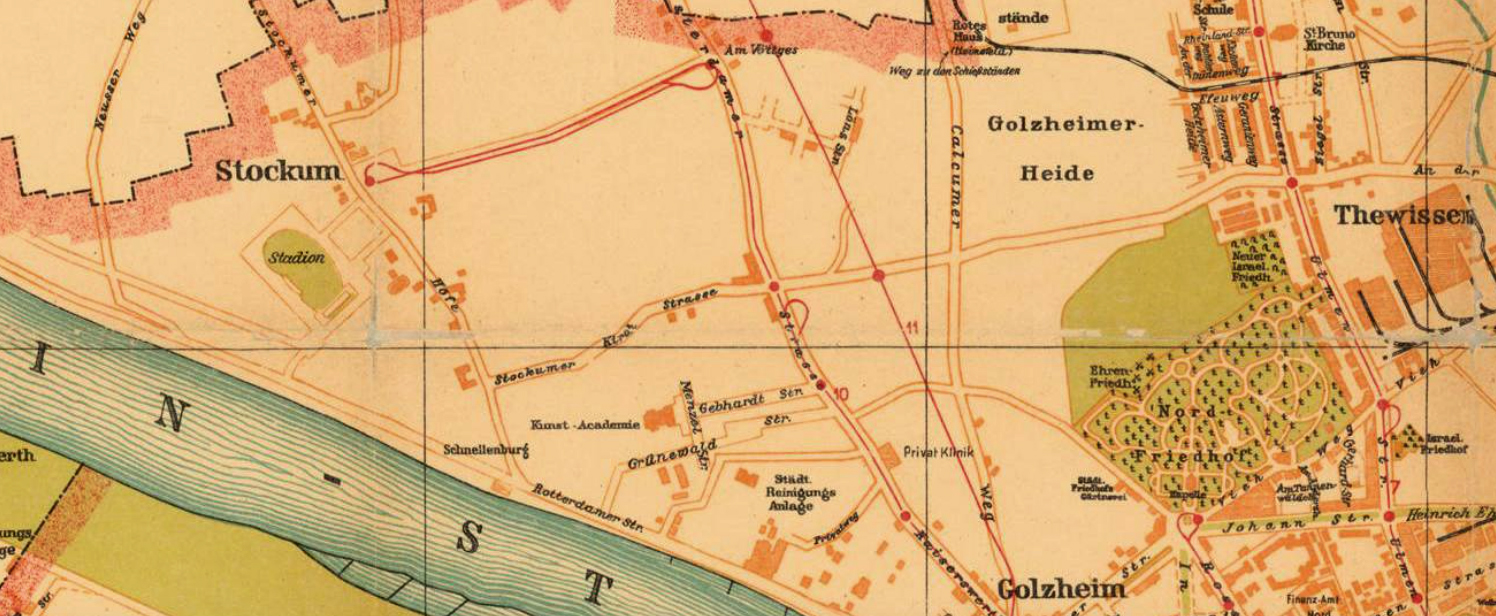
Kartenausschnitt Düsseldorf mit Stockum, Golzheim, Golzheimer Heide, Adressbuch 1929

Die Golzheimer Heide erstreckte sich ganz oder teilweise über die heutigen Stadtteile Golzheim, Stockum, Derendorf, Lichtenbroich, Lohausen und Unterrath. Sie reichte im Süden bis an den Rheinpark. Im Norden bzw. Osten lagen das Rheinstadion sowie die Flächen des Düsseldorfer Flughafens und des Nordfriedhofs in ihrem Bereich. Im Westen grenzte das Gebiet an den Rhein. Im heutigen Stadtteil Unterrath erstreckte sich die Heide zwischen Thewissenweg, Deikerstraße, Eckenerstraße und Kalkumer Straße als eine durchgehende Sandfläche.

## Entstehung
Die Golzheimer Heide entstand auf einer Sandanwehung. Sie war Ergebnis einer Sukzession auf unfruchtbarem Boden, hauptsächlich Dünen- und Flugsand sowie Kies mit eingelagerten Lehmschichten. In vorgeschichtlicher Zeit zeigte sich dieses Gebiet geprägt durch den Rhein als Wald- und Bruchlandschaft. Aufgrund von intensiver Beweidung während der letzten Jahrhunderte wurde das Gelände zunehmend entwaldet, wodurch es verheidete. Ab Anfang des 20. Jahrhunderts wurde das Gebiet urbanisiert.

## Geschichte
Funde von Artefakten weisen auf die Fauna der Eiszeit vor rund 14.000 Jahren, 5.000 Jahre Kulturgeschichte im Düsseldorfer Norden, frühe Siedlungen in der Eisenzeit und keltische Landnahme hin. Aus der späten Bronzezeit, der Römerzeit und auch Frühmittelalter liegen Reste von Urnengräberfeldern vor, wovon dasjenige auf der Golzheimer Heide ausgedehnt groß war. Nach der Erhebungsurkunde von 1288 bestand das damalige Stadtgebiet aus einem Innen- und einem Außenbezirk. 1394 wurden der Außenbezirk durch die Einverleibung der Hundschaften Golzheim und Derendorf erweitert, und die Bewohner erhielten vom Herzog Adolf V. von Berg das volle Bürgerrecht. Unter Jan Wellem wurden die Ortschaft Golzheim, Derendorf, Bilk und Hamm in den Stadtverband aufgenommen. Südlich von Kaiserswerth war nicht in Dörfern gesiedelt worden, sondern in einzelnen Höfen. Die Bauernhöfe, die zu dieser Zeit im Bereich Golzheim und Derendorf lagen, waren begütert. In einer Steuerliste von 1433 lag der Bereich Golzheim und Derendorf, einer von acht Stadtteilen und den zugehörigen Höfen, im Steueraufkommen an dritter Stelle und damit noch vor dem „Stadtbereich“ von 1288.
In einer Urkunde von 1184 wurden die Worte „Gottholushem“ überliefert. Später wurde daraus „Gottholzehem“ und schließlich „Golzheim“, was so viel wie „Gott hol uns heim“ heißen könnte. Jedoch stammt die Ortsbezeichnung „Golzheim“ eher aus der Kombination von „Heim“ und dem Namen „Gotthold“ ab.

### Exerzier- und Übungsplatz

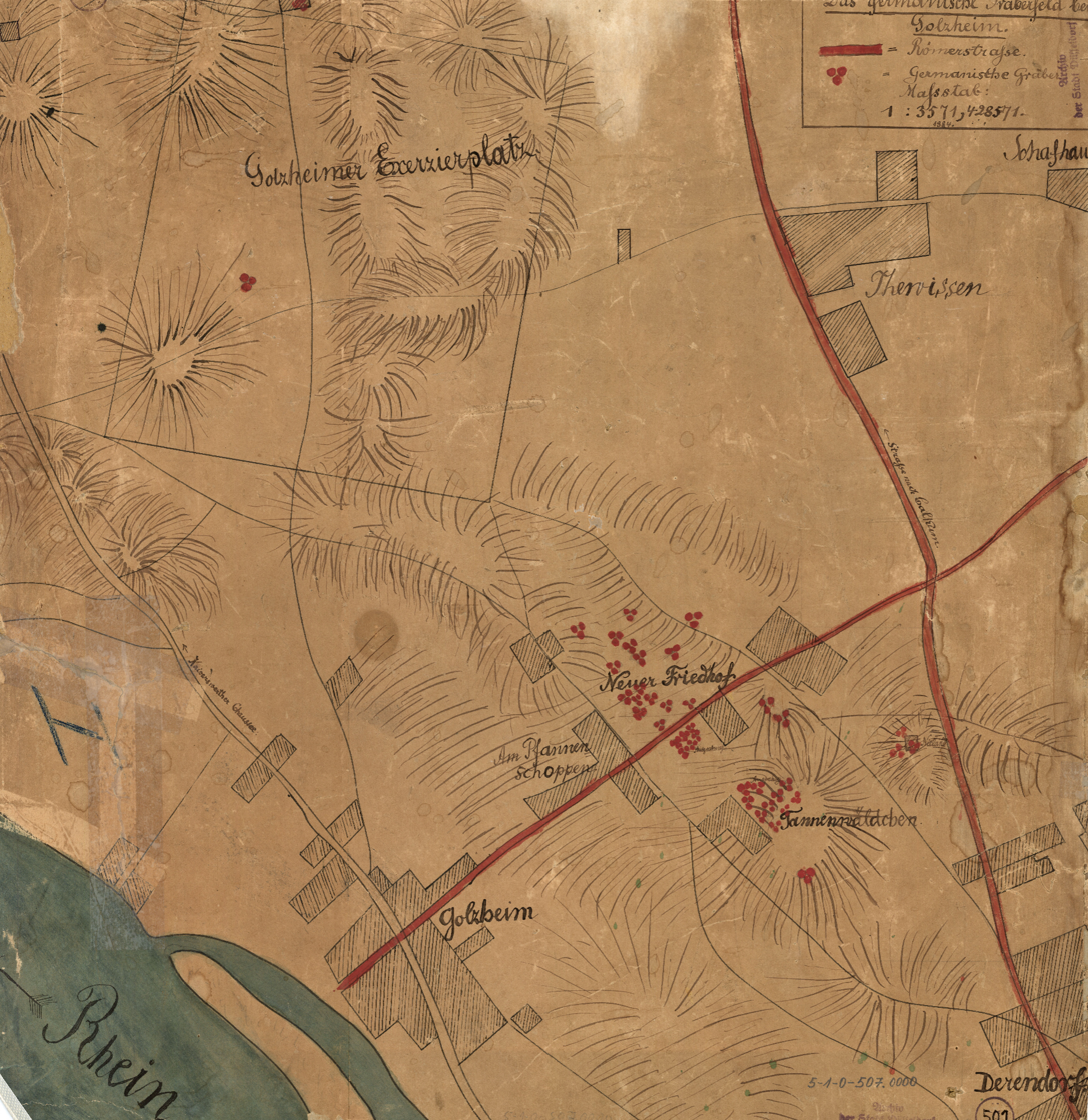
Karte eines unbekannten Archäologen, eingezeichnet sind germanische Gräberfelder, Römerstraßen in Rot und der Exerzierplatz Golzheimer Heide, 1884

Das Gebiet vor den Toren Düsseldorfs war zuvor als Exerzier- und Übungsplatz der in Düsseldorf stationierten Soldaten aus Derendorf und Golzheim, der Infanterie und der Kavallerie Ulanen und Husaren, genutzt worden. Die Truppen der Garnison der 14. Division war von Trier in die Kaserne der Carlstadt verlegt worden und nutzten schon im Jahre 1820 die Golzheimer Heide für Truppenübungen. Durch die Übungen der Soldaten wurde der Staub oftmals so aufgewirbelt, dass er wie eine Dunstglocke über dieser Gegend lagerte. Metertiefe Löcher waren schon in wenigen Tagen fast vollständig verweht und nicht mehr aufzufinden. Die Militärverwaltung versuchte diesem Übel abzuhelfen und die wandernden Sanddünen aufzuhalten. In den Jahren um 1870 wurde zu diesem Zwecke am Ostrand der Heide ein 25 Meter breiter Streifen dicht mit Kiefern bepflanzt. Vor diesem Gürtel wurden hohe Palisaden errichtet und davor eine dichte Reihe Weiden angepflanzt. Geholfen hat dies alles jedoch nicht viel. Die Anmarschwege des Regiments an der Tannenstraße zum Exerzierplatz, waren der heutige Thewissenweg, die Rheinlandstraße, die Breisacherstraße und die Eckenerstraße, damalig bescheidene Sandpfade. Im nördlichen Bereich des heutigen Krönerwegs entstand bald ein Schießstand für die Füsiliere. Diese Einrichtung blieb bis kurz nach dem Zweiten Weltkrieg. Die Kanoniere probten ihre Geschütze auf dem Heinefeld. Als im April 1877 bekannt geworden war, dass Wilhelm I. in der Zeit vom 3. bis 9. September am großen Herbstmanöver des VII. Korps der Preußischen Armee auf der Golzheimer Heide bei Düsseldorf persönlich teilnehmen würde, wurde für den Kaiser und seiner Gemahlin Augusta am 6. September 1877 das Kaiserfest des Künstlervereins Malkasten veranstaltet. Das gesamte Paradefeld wurde durch einen Drahtzaun abgesperrt und der Weg dorthin aus allen Richtungen für Fußgänger und Wagenverkehr gesperrt.

### Pferderennen
Auch wurde das Gebiet für Pferderennen benutzt. Die Geschichte des Düsseldorfer Reiter- und Rennvereins begann 1836 im Anschluss an das 18. Niederrheinische Musikfest. Am 25. Mai fand das erste Vollblutrennen auf Düsseldorfer Boden in der Golzheimer Heide statt. Adelige Pferdezüchter wie Edmund von Hatzfeldt und Franz Egon von Fürstenberg-Stammheim sowie weitere Personen gründeten 1836 den „Verein für Pferderennen und Pferdezucht“ als Aktiengesellschaft. Jährlich ließen sie im Frühsommer Pferderennen auf der Golzheimer Heide stattfinden. Dazu kamen eine Fohlen-Schau und ein Pferdemarkt, von dem sich die Bezirksregierung einen Impuls für die örtliche Pferdezucht erhoffte. Bald war die Vereinsführung fest in der Hand der kaiserlichen 14. Kavallerie-Brigade des Ulanen-Regiments und Husaren-Regiments und nannte sich „Reiterverein zu Düsseldorf“. Ab 1851 öffnete sich der Verein einem weiteren Kreis von Interessenten. Mit der Pferdebahn gelangte man vom Bergisch-Märkischen Bahnhof zum Depot Nordstraße und von da aus mit Omnibus oder Droschken über die Kaiserswerther Chaussee bis zum Rennplatz, dem Exerzierplatz auf der Golzheimer Heide. Aufgebaut war eine Tribüne für 1000 Personen, Musik wurde gespielt und für Restauration war auch gesorgt. In der Folgezeit fanden die Rennen mal in der Golzheimer Heide, mal im Bilker Busch, mal in der Benrather Heide statt. 1883 wurde der Vereinsname in „Düsseldorfer Reiter- und Rennverein“ geändert und zog 1884 auf die Lausward Wiesen, wo eine feste Rennbahn eröffnet wurde.

### Golzheimer Insel – Ausstellungsgelände

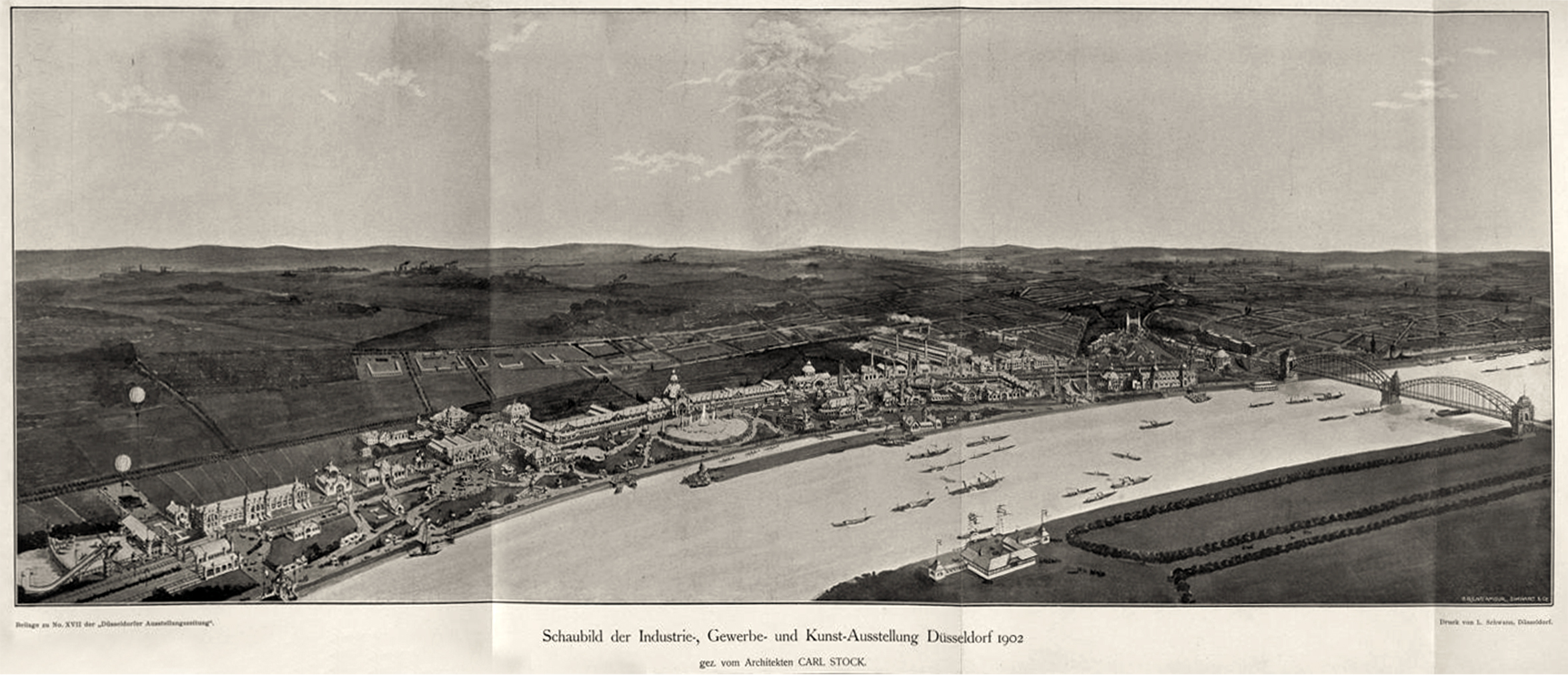
Schaubild der Industrie- und Gewerbeausstellung, im Hinterland die Golzheimer Heide, 1901

Ab 1899 wurde ein Teil der Golzheimer Heide im Zuge der Rheinufervorschiebung für die Industrie- und Gewerbeausstellung Düsseldorf 1902 und den neuen Kunstpalast trockengelegt. Die Überplanung der Golzheimer Insel als Ausstellungsgelände hatte Heinrich Lueg nach einer Idee des Malers Fritz Roeber seit 1898 verfolgt. Auch der Internationalen Kunst-Ausstellung und Grossen Gartenbau-Ausstellung 1904 diente das aufgeschüttete Terrain als Ausstellungsfläche.

### Urbanisierung
Der größte Teil des nördlichen Düsseldorfer Stadtgebietes war allerdings noch weitgehend unerschlossen. Erste Versuche, den Städtebau im Norden zu fördern, hatte man bereits mit dem Bebauungsplan von 1911 gewagt, der unter anderem einen großen Nordhafen vorgesehen hatte und aus dessen Projekt unter anderem der Bau der Neuen Kunstakademie hervorgegangen war.

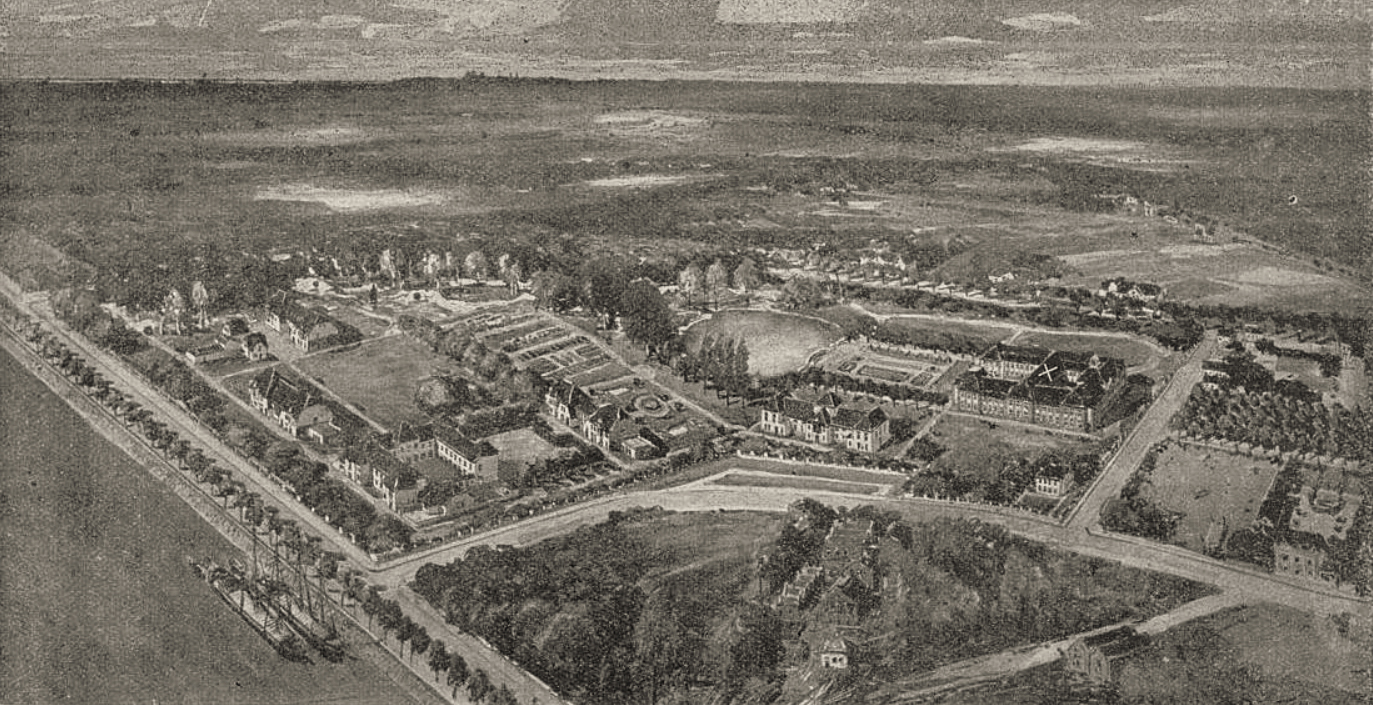
Schaubild der neuen königlichen Kunstakademie in Düsseldorf am Rhein bei Stockum, 1912

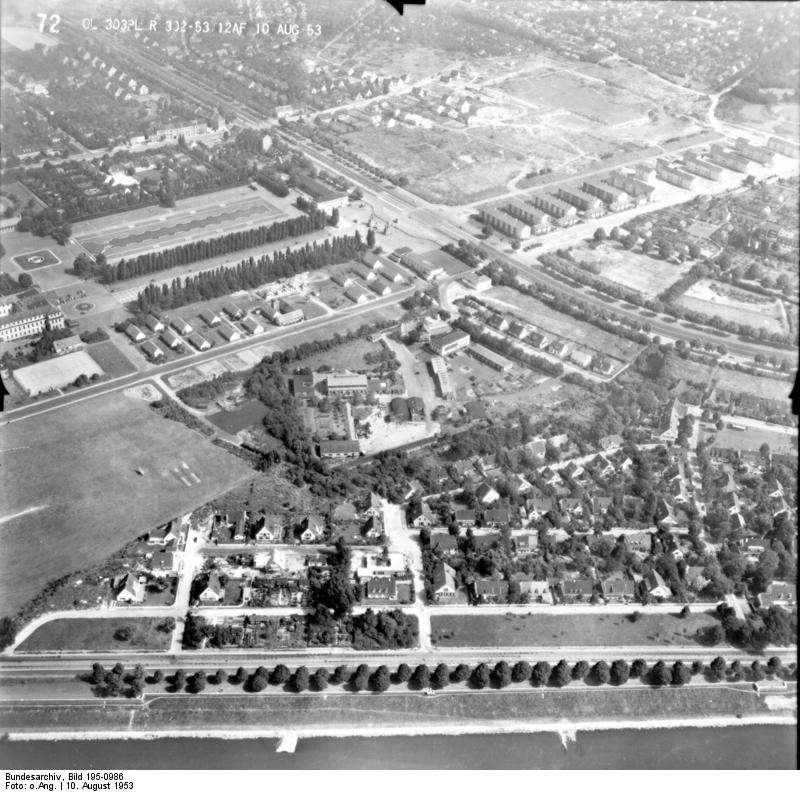
Luftbild der Golzheimer Siedlung und Wohnanlagen der britischen Besatzungsmacht, 1953

Der Erste Weltkrieg hatte diese Planungen zunichtegemacht und die Erstellung eines Generalbebauungsplanes um Jahre verschoben. Nach dem Krieg beauftragte man den Stuttgarter Hochschullehrer Adolf Muesmann mit der Erstellung eines Generalbebauungsplanes, der den veränderten Anforderungen nach dem Krieg – insbesondere der Ausweitung des Verkehrsnetzes und die Berücksichtigung von Grünflächen (Schrebergartenbewegung und Kleinsiedlungen) – gerecht werden sollte. Dessen Entwurf berücksichtigte den neuen Hafen in Stockum nicht mehr, um das Nordgebiet von industrieller Bebauung freizuhalten und ausschließlich für Wohn- und Erholungszwecke zu nutzen. Mit der Reichsausstellung Schaffendes Volk 1937 auf dem Gelände des heutigen Nordparks, entstand in einer Vorbereitungsphase von anderthalb Jahren ein völlig neues Stadtviertel in Düsseldorf. Die zwei angelegten Mustersiedlungen waren die die Siedlung Schaffendes Volk, ab 1937 Schlageterstadt, heute Golzheimer Siedlung, im südlichen Teil des Ausstellungsgeländes mit Wohnraum der gehobenen Ansprüchen für Führungskräfte aus Politik, Wirtschaft und Kunst und im Norden des Ausstellungsgeländes die Wilhelm-Gustloff-Siedlung, heute Nordparksiedlung in Stockum, die eine Arbeitersiedlung darstellte, und die Blumensiedlung in Höhe des heutigen Messegeländes von 1971.
Nach dem Abzug der französischen Truppen im Jahre 1925 waren in direkter Nachbarschaft zum Schlageterkreuz die so genannten Wilden Siedlungen entstanden: die Thewissensiedlung, die Siedlung Rotes Haus und die weit über die Grenzen Düsseldorfs bekannte Heinefeld-Siedlung.

### Luftschiffhafen, Flugfeld Golzheimer Heide

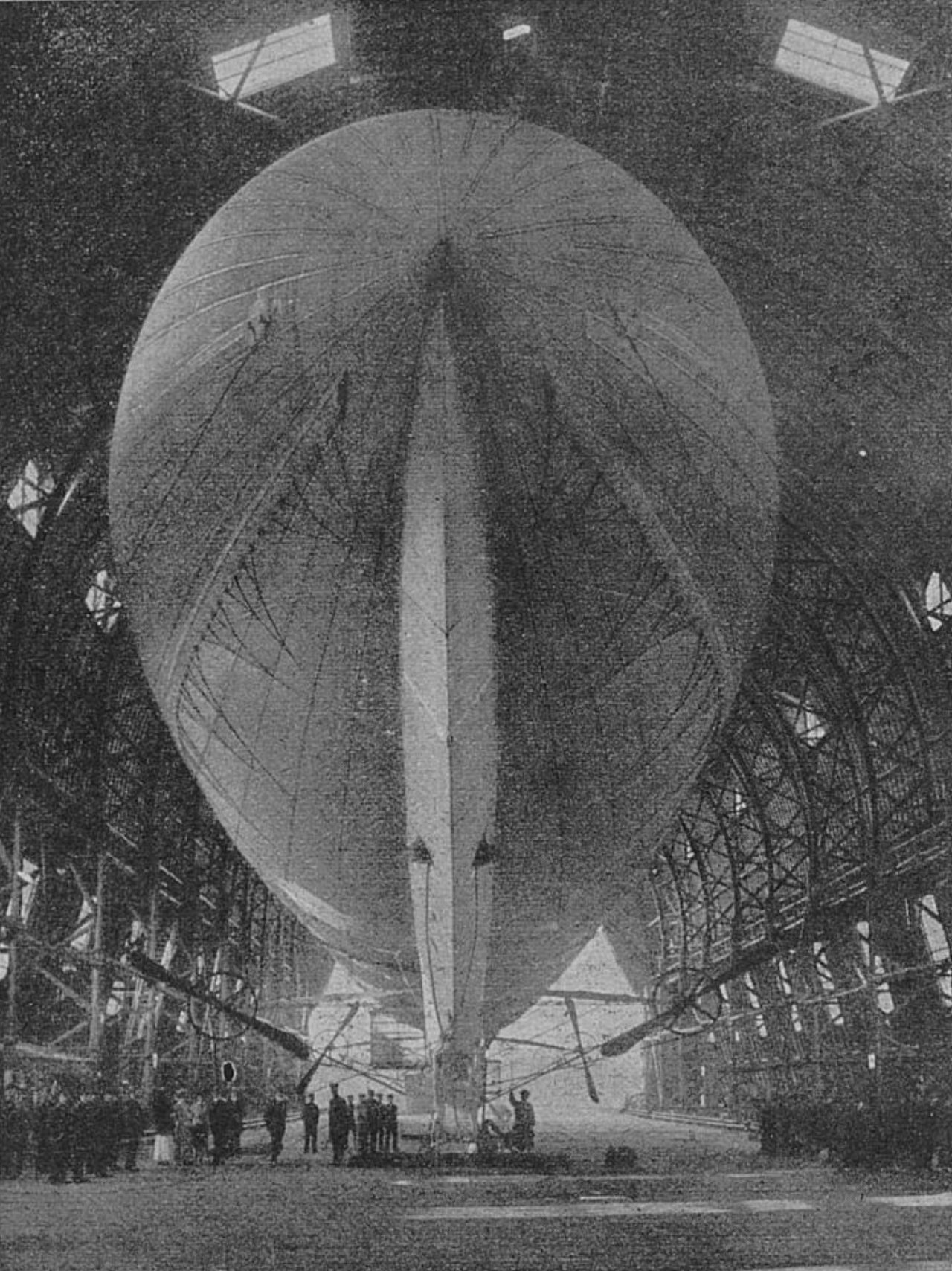
Versuchsluftschiff „Veeh 1“ stationiert in der Luftschiffhalle zu Düsseldorf, 1913

Der erste Flughafen Düsseldorfs, ein Luftschiffhafen, wurde auf dem Gelände der Golzheimer Heide im Ortsteil Stockum gebaut. Als eine der ersten Städte hatte Düsseldorf den Besuch eines Zeppelinschiffes und um dasselbe festzumachen, wurde ein Schiffsanker in den Sand eingegraben. Am Sonntag, dem 19. September 1909 kam das Luftschiff LZ III nachmittags gegen 17 Uhr bei strömendem Regen an. Die Luftschiffbegeisterung des Oberbürgermeisters Wilhelm Marx führte 1909 zum Bau der ersten städtischen Luftschiffhalle südlich des heutigen Flughafengewerbeparks. Die Holzhalle von der Firma Stephansdach GmbH errichtet war etwa 160 Meter lang. Schon das erste Schiff, das in der Halle stationiert war, kehrte nicht mehr zurück. Es war im Teutoburger Wald in den Bäumen hängen geblieben und wurde dadurch zerstört. Zwei Jahre nach dem Unglück des ersten in Düsseldorf stationierten Zeppelins, im Juni 1912, wurde das Luftschiff LZ 8 einer starken Bö gegen die Luftschiffhalle gedrückt und explodierte vor der Halle. LZ 10 Schwaben wurde 1911/1912 als Passagierluftschiff für Rundfahrten eingesetzt und am 28. Juni 1912 in Düsseldorf durch Unfall zerstört. Anfang Oktober 1914 wurde das Luftschiff LZ 25, welches in einer neuen Halle stationiert war, von der Royal Flying Corps aus geringer Höhe bombardiert, die Halle wurde getroffen, und das Luftschiff verbrannte. Nach dem Abzug der französischen Truppen 1925 setzte Düsseldorf auf der Golzheimer Heide seinen Flughafen durch, gegen die preußische Regierung in Berlin, die Essen und Köln bevorzugte. Am 5. Oktober 1925 startete das erste Verkehrsflugzeug im Linienverkehr, damals mit Platz für vier Passagiere, auf dem Flugfeld Golzheimer Heide. Die im heutigen Unterrath 1869 gegründete Kartause Maria Hain der Kartäuser musste dem neuen Flughafen Düsseldorf weichen.

### Schlageter-Nationaldenkmal

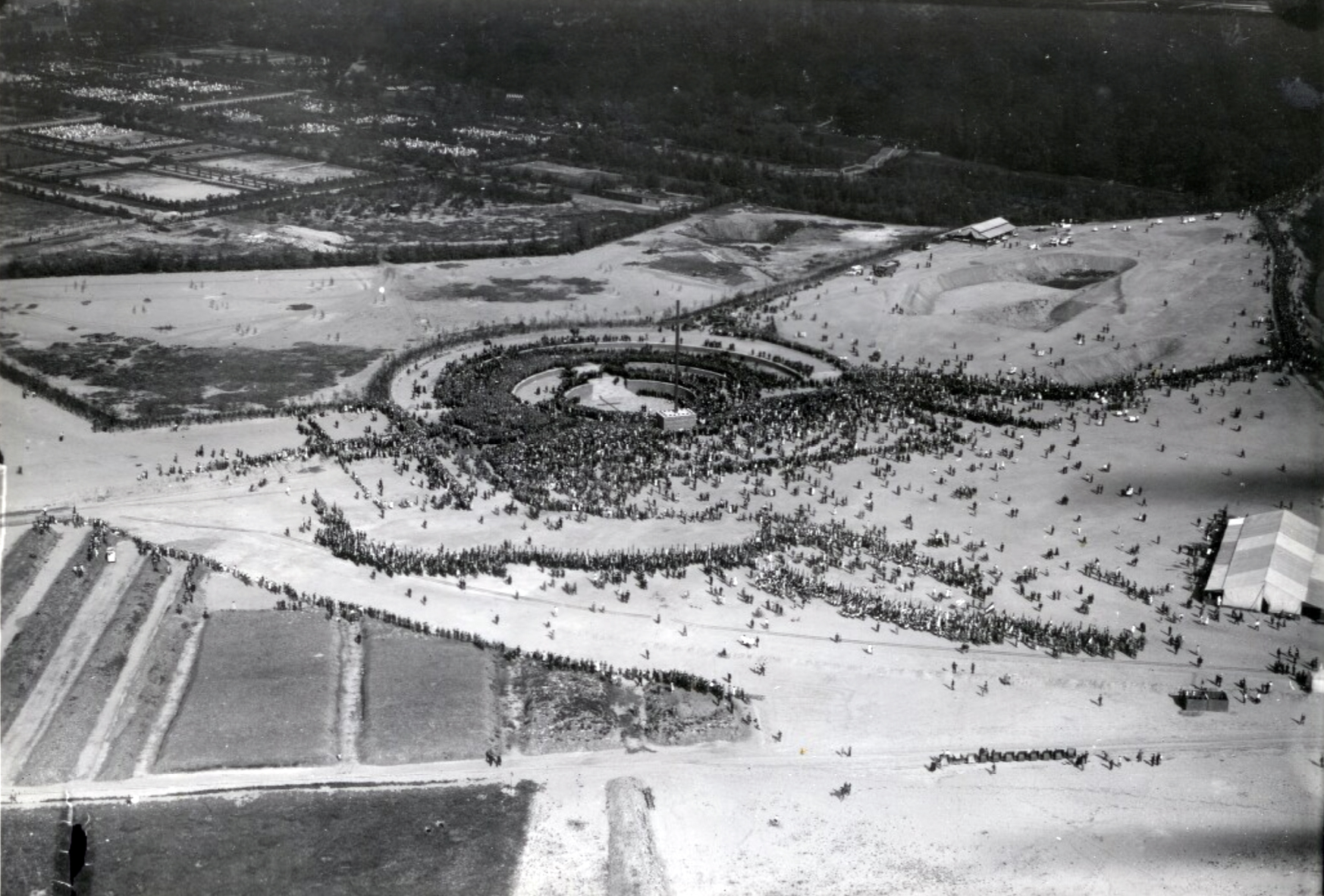
Einweihung des Schlageter-Denkmals auf der Golzheimer Heide, Luftbild 1931

Nördlich des Düsseldorfer Nordfriedhofs befanden sich auf dem Gelände eines ehemaligen Zeppelin-Flugfeldes Baracken und Munitionslager von belgischen und französischen Militäreinheiten, die diesen Standort 1921 bis 1925 im Rahmen der Ruhrbesetzung beschlagnahmt hatten. Am 26. Mai 1923 wurde auf diesem Gelände der Aktivist Albert Leo Schlageter hingerichtet, nachdem er von einem französischen Militärgericht zum Tode verurteilt worden war. Der Verurteilung und Hinrichtung waren unter anderem paramilitärische Sabotageakte der im „Ruhrkampf“ engagierten „Organisation Heinz“ auf Eisenbahnlinien und seine Verhaftung am 7. April 1923 vorausgegangen. Bereits kurz nach der Exekution wurde der Ort durch ein schlichtes Holzkreuz aus Birkenstämmen markiert, dann durch ein neues Kreuz aus Eiche mit der Inschrift „An dieser Stelle wurde Albert Leo Schlageter am 26. V. 1923 von den Franzosen erschossen“. Dieses Kreuz wurde am 15. März 1929 von Unbekannten zersägt und entwendet und die 1927 gesetzte Erinnerungseiche gefällt.
Von 1931 bis 1946 stand auf der Golzheimer Heide, nördlich vom Düsseldorfer Nordfriedhof, etwa 50 m von der Stelle der Erschießung Schlageters entfernt, vom Architekten Clemens Holzmeister konzipiert, das Schlageter-Nationaldenkmal. Über dem Gedenkraum erhob sich ein altarähnlicher Steinsockel („Steinsarkophag“), der ein 27 Meter hohes lateinisches Kreuz aus „Ruhrstahl“ trug. Am 26. Mai 1931 fanden an dem Denkmal Aufmärsche und Feiern unter der Regie der nationalsozialistischen Gauleitung Düsseldorf statt. Nach dem Zweiten Weltkrieg wurde an dieser Stelle das Mahnmal „Drei Nornen“ (erbaut 1954 bis 1958, Bildhauer Jupp Rübsam) – für die Opfer des Feldes, der Heimat und des politischen Terrors aufgestellt.

### Heinefeld
Dort wo die preußische Armee zuvor ein Exerzier- und Schießgelände unterhalten hatte, dem sogenannten Heinefeld, entstand nach dem Abzug der belgisch-französischen Besatzungstruppen im Sommer 1925 eine wilde Siedlung. Kleine Gärten wurden zur Selbstversorgung angelegt. Die ersten Wohnungslosen, die hier Notunterkünfte suchten, richteten sich in noch stehende Baracken und Munitionslager, welche die Belgier und Franzosen im Zuge der Ruhrbesetzung von 1921 bis 1925 hier errichtet hatten, später hinzukommende errichteten Erdhütten und Verschläge aus Brettern. Die Verwaltung blieb, von gelegentlichen Strafmandaten abgesehen, weitgehend untätig. Ende 1931 wurden die Siedler, inzwischen Hunderte von Familien, auf etwa 800 Parzellen an fünf Standorten im Stadtgebiete verteilt. Die Stadt folgte dabei einem Erlass der Reichsregierung, wobei sich ihre Tätigkeit weisungsgemäß auf die Überlassung von Gelände beschränkte (Heinefeld, Rotes Haus, Thewissen im Norden, Torfbruch und Tannenhof im Südosten). Auf dem Heinefeld selbst wurden 200 Parzellen neu verteilt. Auf einem Teil des Geländes lagerten außerdem, in Wohnwagen und Hütten, zugewanderte Sinti und Roma. Der Künstler Otto Pankok besuchte sie häufig und zeichnete sie. Evangelische Diakonissen aus Kaiserswerth arbeiteten dort in einer Kindertagesstätte, die in einer Baracke untergebracht war. 1934, etwa ein Jahr nach der Machtergreifung durch die Nationalsozialisten, wurde der Kaplan Matthias Beckers aus der benachbarten Pfarrei St. Bruno Rektor des nunmehrigen Rektorates Golzheimer Heide, die bereits 1940 zur selbstständigen Rektoratspfarre Heilige Familie wird. Beckers setzte sich für die unter Armut leidenden und nun zunehmend von Verfolgung bedrohten Menschen ein, musste jedoch, um selbst der Verfolgung zu entgehen, bald fliehen und sich verstecken. Die Nationalsozialisten beabsichtigten auf dem Gelände eine umfangreiche Gedenkstätte für den 1923 wegen Sabotage gegen die französisch-belgische Besetzung hingerichteten Freikorpskämpfer Albert Leo Schlageter zu errichten, einschließlich eines Aufmarschplatzes. Die Sinti und Roma wurden in wechselnden Lagern interniert, ab 1937 in einem Lager am Höherweg. Viele von ihnen wurden in Vernichtungslager deportiert und ermordet. Nach dem Zusammenbruch des NS-Staats wurden überlebende Sinti zunächst wiederum im Lager am Höherweg zusammengefasst.